# Ngoma (Zambia)
Ngoma è un villaggio dello Zambia, l'unico della parte meridionale del Kafue National Park. Si trova nei pressi della Diga di Itezhi-Tezhi, sul fiume Nkala. Il villaggio è abitato principalmente dalle famiglie del personale che opera nel parco. Il villaggio è molto difficile da raggiungere a causa delle pessime condizioni delle strade, che in parte dell'anno sono anche infestate da sciami di mosche tse-tse; per questo motivo, il principale collegamento con il resto del paese è rappresentato dalla pista di atterraggio adiacente al villaggio.
Nel villaggio e nell'area circostante c'è abbondanza di fauna, soprattutto impala e altre antilopi, elefanti e clorocebi, ma anche qualche leopardo.